# Zandlopers
Zandlopers (Psammodromus) zijn een geslacht van hagedissen uit de familie echte hagedissen (Lacertidae).

## Naam en indeling
De wetenschappelijke naam van de groep werd voor het eerst voorgesteld door John Edward Gray in 1838. Het geslacht telt zes soorten, inclusief de pas in 2012 beschreven soort Psammodromus occidentalis. De soort Psammodromus edwardsianus werd lange tijd gezien als een ondersoort van de Spaanse zandloper (Psammodromus hispanicus edwardsianus). Een aantal soorten werd lange tijd tot het geslacht Lacerta gerekend.
De wetenschappelijke geslachtsnaam Psammodromus betekent vrij vertaald 'zandrenners'; ψάμμος (psámmos) = zand en δρόμος (drómos) = renner.

## Uiterlijke kenmerken
Alle soorten worden middelgroot, de Algerijnse zandloper is met een totale lichaamslengte tot 27 centimeter de grootste soort. Hiervan bestaat ongeveer driekwart uit de lange staart. De lichaamskleur is bruin, vaak met strepen of vlekkenrijen. De rugschubben zijn groot en rond en overlappen elkaar.Net zoals de kielhagedissen uit het geslacht Algyroides hebben de schubben een opstaande rand of kiel op de rugschubben. De vorm van de keelschubben varieert soms per soort.

## Verspreiding en habitat
Alle soorten komen voor in Europa en Noord-Afrika. Ze leven in de landen Algerije, Andorra, Frankrijk, Gibraltar, Italië, Marokko, Portugal, Spanje en Tunesië.

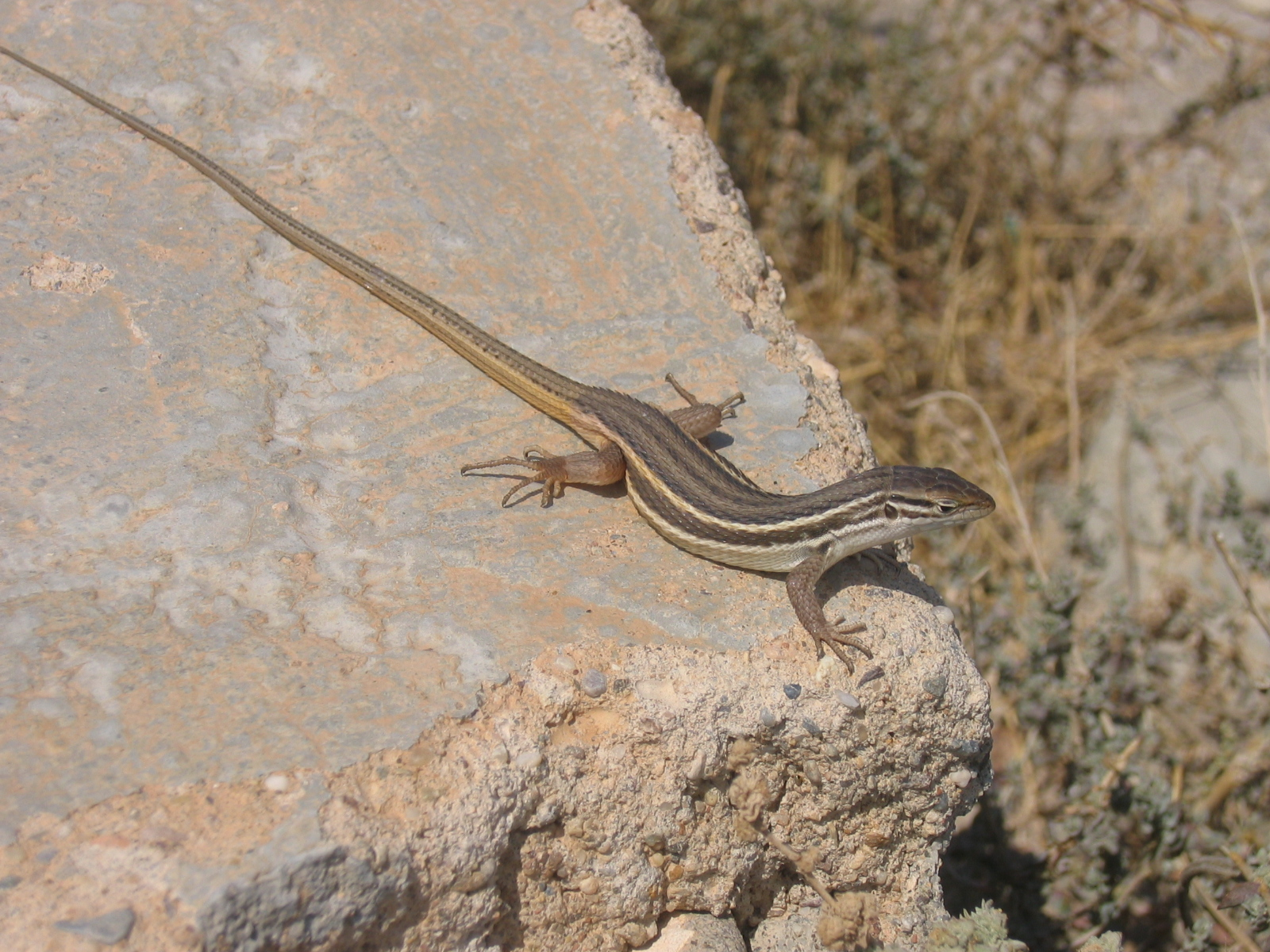
De habitat bestaat vaak uit omgevingen met stenen, afgebeeld is de Spaanse zandloper.

Zandlopers zijn zeer snelle renners die, zoals de naam al aangeeft, in zanderige omgevingen leven zoals inlandse duinen, strandduinen, zoutvlakten en zandverstuivingen. Ook in graslanden, garrigue en scrubland komen veel soorten voor. De verschillende soorten leven vaak op lage heuvels met rotsen of stenen waar ze onder schuilen.
Door de mens aangepaste gebieden worden getolereerd, zo wordt de Spaanse zandloper vaak op stranden waargenomen. De Algerijnse zandloper komt veelvuldig voor in tuinen en parken.

## Beschermingsstatus
Door de internationale natuurbeschermingsorganisatie IUCN is aan zes soorten een beschermingsstatus toegewezen. Vier soorten worden beschouwd als 'veilig' (Least Concern of LC), een soort wordt gezien als 'gevoelig' (Near Threatened of NT). De soort Psammodromus microdactylus staat te boek als 'bedreigd' (Endangered of EN).

## Tabel
Het geslacht omvat de volgende soorten, met de auteur en het verspreidingsgebied.
| Naam                                        | Auteur                                                      | Verspreidingsgebied                                                                 |
| ------------------------------------------- | ----------------------------------------------------------- | ----------------------------------------------------------------------------------- |
| Algerijnse zandloper (Psammodromus algirus) | Linnaeus, 1758                                              | Algerije, Andorra, Frankrijk, Gibraltar, Italië, Marokko, Portugal, Spanje, Tunesië |
| Psammodromus blanci                         | Lataste, 1880                                               | Algerije, Marokko, Tunesië                                                          |
| Psammodromus edwarsianus                    | Dugès, 1829                                                 | Frankrijk, Spanje                                                                   |
| Spaanse zandloper (Psammodromus hispanicus) | Fitzinger, 1826                                             | Spanje                                                                              |
| Psammodromus microdactylus                  | Boettger, 1881                                              | Marokko                                                                             |
| Psammodromus occidentalis                   | Fitze, Gonzalez-Jimena, San-Jose, San Mauro & Zardoya, 2012 | Portugal, Spanje                                                                    |